# Руски добровољачки корпус
Руски добровољачки корпус (рус. Русский добровольческий корпус, укр. Російський добровольчий корпус, РДК) је руска неонацистичка оружана формација у саставу Међународне легије Територијалне одбране Украјине. Оснивач РДК је Денис Никитин, бивши хулиган, који је као дете емигрирао из Русије у Келн, а након тога у Украјину где се прикључио крајње десничарским групама. РДК тврди да је део Оружаних снага Украјине, док украјинско војно вођство то негира. РДК користи симболе колаборантске Руске ослободилачке армије (РОА) која је била под командом генерала Андреја Власова.
Борци РДК су углавном руски емигранти неонацистичких и крајње десничарских убеђења који се противе Владимиру Путину и његовој власти.
РДК је преузео одговорност за напад на Брјанску област у Русији у марту 2023. године. Руска влада тврди да је украјинска група извела прекогранични „терористички напад“ и убила два цивила. У мају 2023. године РДК је учествовао у прекограничном нападу на Белгородску област у Русији, заједно са Легијом слободе Русије.
РДК и њен оснивач Денис Никитин се залажу за већа права етничких Руса унутар Русије.

## Галерија
- Фотографије снимљене после војне операције у Белгородској области у мају 2023. године
- Командант РДК Денис Никитин
- Борци РДК и Денис Никитин
- Борци РДК
- Трофејни БТР-82А